# کاتاراندانا
کاتاراندانا (به لاتین: Katarandana) یک منطقهٔ مسکونی در سری‌لانکا است که در استان مرکزی (سری‌لانکا) واقع شده‌است.